# Pietro Roccasalva
Pietro Roccasalva (Modica, 1970) è un artista italiano, attivo prevalentemente nella pittura.

## Biografia
Pietro Roccasalva è nato a Modica nel 1970. Dopo aver frequentato l'Istituto d'Arte di Urbino e dopo essersi diplomato nel 1989, si è trasferito a Milano per frequentare i corsi all'Accademia di Belle Arti di Brera dove si è diplomato in pittura. Nel 2002 è stato selezionato per partecipare al corso di arti visive della Fondazione Antonio Ratti di Como, dove ha seguito le lezioni di Giulio Paolini. Dopo questa esperienza, ha iniziato a collaborare con diverse gallerie, a partecipare a manifestazioni espositive e a esporre con mostre personali e collettive in Italia e all'estero. Nel 2008 ha partecipato a Manifesta 7, Biennale Europea d'Arte Contemporanea e nel 2009 alla 53 Esposizione Internazionale d’Arte, Biennale di Venezia. Nel 2013 Le Magasin - Centre National d'Art Contemporain di Grenoble gli ha dedicato una grande mostra personale, che nel 2014 è stata ospitata anche dal Kölnischer Kunstverein di Colonia.
Il suo lavoro ha a che fare con la pittura come campo di azione specifico, anche quando contempla l'utilizzo di altri media, che per l'artista sono sempre parte integrante del processo di realizzazione delle immagini pittoriche. La ricerca formale e concettuale di Roccasalva rimette in discussione il linguaggio della pittura, incrociandolo con altri mezzi espressivi come scultura, fotografia, elaborazioni digitali, performance e tableau vivant; tuttavia, questa contaminazione linguistica ha sempre il suo punto di partenza e di arrivo nella pittura. Attraverso una pluralità di riferimenti che spaziano dal quotidiano alla storia dell'arte, dal cinema alla letteratura e dalla filosofia alla cultura digitale e mediatica, Roccasalva ha elaborato un vasto repertorio iconografico fatto di personaggi, oggetti, architetture e un vocabolario molto personale in cui le tecniche e i generi pittorici tradizionali incontrano le recenti pratiche digitali.

## Selezione mostre personali
- 2022 - Chi è che Ride, Collezione Giancarlo e Danna Olgiati - MASI, Lugano[3]
- 2019 - Pietro Roccasalva, Fuerstenberg Zeitgenössisch, Donaueschingen, Germania[4]
- 2016 - WHO SHOT MR. BURNS?, The Power Station, Dallas, USA[5]
- 2014 - F.E.S.T.A., Kölnischer Kunstverein, Cologne, Germania[6]
- 2013 - The Unborn Museum, MAGASIN – Centre National d’ArtContemporain, Grenoble, Francia[7]
- 2008 - Z, CCS Bard at Seventh Regiment Armory, New York, USA
- 2007 - Truka, GAMeC Galleria d’Arte Moderna e Contemporanea, Bergamo, Italia[8]
- 2007 - Truka, Galleria Civica Montevergini, Siracusa, Italia[9]
- 2006 - Il Traviatore – The Skeleton Key, Fondazione Querini Stampalia, Venezia, Italia[10]

## Selezione mostre collettive
- 2022 - Afterimage, a cura di Bartolomeo Pietromarchi, Alessandro Rabottini, MAXXI, L'Aquila, Italia[11]
- 2021 - The Paradox of Stillness: Art, Object, and Performance, Walker Art Center, Minneapolis, USA[12]
- 2018 - She sees the shadows, DRAF (David Roberts Art Foundation) and MOSTYN, Llandudno, Regno Unito
- 2017 - The New Frontiers of Painting, Fondazione Stelline, Milano, Italia
- 2015 - Pass. Kunst in dorpen, Mullem, Huise, Wannegem, Lede, Belgio
- 2015 - Ennesima. An Exhibition of Seven Exhibitions on Italian Art', Triennale di Milano, Milan Italia
- 2010 - Scene Shifts, Bonniers Konsthall, Stockholm, Svezia
- 2009 - ITALICS. Arte italiana fra tradizione e rivoluzione 1968–2008, Museum of Contemporary Art, Chicago, USA[13]
- 2009 - Fare Mondi / Making Worlds, 53 Esposizione Internazionale d’Arte, Biennale di Venezia, Venezia, Italia[14]
- 2008 - 50 lune di Saturno / 50 Moons of Saturn, T2 Torino Triennale, Torino, Italia
- 2008 - ITALICS. Arte italiana fra tradizione e rivoluzione 1968–2008, Palazzo Grassi, Venezia, Italia
- 2008 - Manifesta 7. The European Biennal of Contemporary Art, Comitato Manifesta 7, Rovereto / Trento / Bolzano / Fortezza, Italia[15]
- 2007 - Solo24Ore, MUSEION – Museo d'Arte Moderna e Contemporanea, Bolzano, Italia[16]
- 2007 - Senso Unico, MoMA PS1, Long Island City, USA[17]
- 2007 - A gap in keeping silent: noise, Poetry Summer Watou, Poëziezomer, Belgio
- 2005 - XVI Quadriennale di Roma, Galleria Nazionale d'Arte Moderna, Roma, Italia[18]
- 2003 - Il Tirana Biennale, National Gallery of Arts and National Fair Centre, Tirana, Albania[19]
- 2003 - Great Expectations, Fuori Uso 2003, Ferrotel, Pescara, Italia

## Collezioni pubbliche
- Collection Fonds de Dotation Famille Moulin, Paris[20]
- Collezione Giancarlo e Danna Olgiati - circuito del Museo d'arte della Svizzera italiana (MASI Lugano)[21]
- Fondazione Giuliani, Roma[22]
- Fondazione Prada, Milano
- Fondazione Sandretto Re Rebaudengo, Torino[23]
- MoMA - Museum of Modern Art, New York[24]
- MUSEION - Museo d’Arte Moderna e Contemporanea, Bolzano[25]
- Museo del Novecento, Milano[26]
- The Roberts Institute of Art, London[27]
- Collezione Giuseppe Iannaccone, Milano[28]

## Premi e riconoscimenti
È vincitore del Premio Furla per l’arte 2005.